# Boninosuccinea punctulispira
Boninosuccinea punctulispira е вид коремоного от семейство Succineidae. Видът е световно застрашен, със статут Уязвим.

## Разпространение
Разпространен е в Япония (Бонински острови).